# Schiffs- und Bootswerft Gebr. Schürenstedt
Die Schiffs- und Bootswerft Gebr. Schürenstedt war eine Werft in Bardenfleth an der Unterweser. Sie bestand von 1838 bis 1979.

## Geschichte

### Die Anfänge
Die Anfänge des Schiffbauunternehmens lagen in einer Bootswerft, die der Bootsbaumeister Hinrich Schürenstedt 1838 im Anbau seines Wohnhauses auf einem Binnendeichgelände zwischen Bardenfleth und Motzen gründete. Über Jahre entstanden dort kleinere hölzerne Boote und Gebrauchsfahrzeuge.

### Umzug und Wachstum
Etwa 100 Jahre nach der Gründung verlegte der Sohn des Gründers, August Schürenstedt, die Werft auf einen neuen Platz vor dem Weserdeich. Später stellte er die August Schürenstedt-Werft mit seinen drei Söhnen vom Holzbau auf Stahlschiffe um. Seit dieser Zeit nahm die Größe der gebauten Schiffe kontinuierlich zu.
Die Nachkriegszeit brachte zahlreiche Aufträge, wobei innerhalb des vielseitigen Bauprogramms eine hohe Zahl an Küstenmotorschiffen abgeliefert wurde. Zum 125-jährigen Werftjubiläum im Jahr 1963 konnte die Werft mit ihren inzwischen 300 Mitarbeitern auf etwa 1300 fertiggestellte Neubauten vom Kleinfahrzeug bis zum Schiff mit 13.000 Tonnen Tragfähigkeit zurückblicken. Die Werft verfügte über mehrere Quer- und Längsslips und über 250 Meter Kailänge zum Ausrüsten der Neubauten. Als die drei Söhne die Werft übernahmen, änderten sie den Namen auf Schiffs- und Bootswerft Gebr. Schürenstedt KG.

### Erneuter Umzug und Konkurs
Die Werft zog 1974 aufgrund der Überflutungsgefahr noch einmal um und verfügte danach über zwei Neubauhellingen, vier Slips und einen 2500-Tonnen-Syncrolift. Sie hatte nach dem Umzug eine Belegschaft von 435 Personen. Das zum Ausbau benötigte frische Kapital beschaffte der mit der Buchführung des Unternehmens betraute Steuerberater Heinrich Wurthmann über die Allgemeine Deutsche Credit-Anstalt (Adca). Als die Adca kurz darauf eine Kapitalerhöhung  verlangte, beteiligte sich Wurthmann mit 500.000 DM zu 25 Prozent an der Werft. Nachdem ein von den Schürenstedts beauftragter Wirtschaftsprüfer die Summe von 500.000 DM für zu gering für die 25-prozentige Beteiligung befunden hatte, überzeugte Wurthmann die Banken der Werft, dass in der Bilanz ein „stiller Verlust“ versteckt sei, woraufhin diese eine weitere Kapitalerhöhung  forderten. Wurthmann  brachte 1975 seinen Anteil mit Hilfe des ehemaligen Commerzbank-Direktor Enno Poets aus Leer und dem Emder Möbelhausbesitzer Ludwig Rieke auf 51 Prozent.
1975/76 baute die Werft drei Schiffe für Beteiligungsgesellschaften von Frau Wurthmann, an denen sich die Werft mit acht Millionen DM beteiligte. Die Finanzierung des dritten der drei Schiffe, dem 23 Millionen DM teuren Containerschiff Scilla, geschah durch so ungewöhnliche Geschäftsmethoden, dass die Schürenstedts schließlich ein Schiedsgerichtsverfahren gegen Wurthmann anstrengten, in dem Wurthmann seine Generalvollmacht verlor.
Die Oldenburger Steuerfahndung überführte Wurthmann, unwahre Angaben in Bezug auf die Gewährung der Investitionszulage gemacht zu haben, trotzdem konnte Wurthmann die Gebrüder Schürenstedt Anfang Februar 1979 komplett aus der Werftleitung drängen und bot ihnen eine Abfindung an, die diese aber ablehnten. Kurz darauf versagte das hannoversche Finanzministerium die Landesbürgschaft für einen weiteren Neubau, die Adca kündigte die Kredite und die Werft musste 1979 Konkurs anmelden.

### Berner Schiffswerft
Kurz nachdem der Bremer Konkursverwalter Hellmut Vogel seine Arbeit auf der Werft aufgenommen hatte, gelang es Wurthmann, Poets und Rieke die Werft für ihre Berner Schiffswerft GmbH & Co. KG zu pachten und das Finanzministerium gewährte jetzt die benötigten Landesbürgschaften. Aber schon 1980/81 ging die Werft endgültig in Konkurs.